# Teófilo Martínez
Teófilo Martínez (1913 - Madrid, 4 de abril de 1995) fue un locutor y actor español, llegó a recibir apodos como "El Maestro" y "La voz de la montaña" por sus compañeros de profesión. Jubilado en 1994, falleció dos años después a causa de una neumonía.

## Trayectoria
Considerado una de las voces más destacadas del panorama radiofónico de la España del siglo XX. Entra a trabajar en el, en su momento, célebre cuadro de actores de Radio Madrid, perteneciente a la Cadena SER, lo que le permitió participar en algunos de los seriales radiofónicos más recordados de la época.

### Radio
Formó parte de los actores del mítico espacio Teatro del aire. Entre las radionovelas en las que participó figuran Dos hombres buenos, en la que dio vida a Don César Guzmán o Simplemente María, que además dirigió, y que fue una de las más seguidas en los años 70, con 501 capítulos de una hora diaria emitidos durante tres años.

### Música
Fue una de las voces en el disco de "La Guerra de los Mundos" de Jeff Wayne.

### Televisión y cine
Prestó su voz como narrador en diversas series de Televisión Española, tales como Ruy, el pequeño Cid (1980), La vuelta al mundo de Willy Fog (1984), David el Gnomo (1985) y La llamada de los gnomos (1987). También fue el narrador en el largometraje de animación La creación (1968) de Antonio Morales, y en varios documentales, como Joyas toledanas, el damasquinado (1957),  Oraciones en piedra (1957) y España puerta abierta (1972). También fue narrador de los últimos capítulos (del 117 al 124) de la serie de naturaleza El hombre y la Tierra (TVE, 1980), tras la accidental muerte de su director y presentador Félix Rodríguez de la Fuente.

### Doblaje
Como actor de doblaje prestó su voz a decenas de célebres actores norteamericanos y británicos, como C. Aubrey Smith, Lionel Barrymore, Vittorio de Sica, Joseph Cotten, John Gielgud, John Wayne, Orson Welles, Derek Jacobi, Curd Jürgens, Charles Laughton, o el propio Alfred Hitchcock en algunos episodios de la serie Hitchcock presenta.
En 1978 puso su voz al narrador-protagonista en la adaptación al español de la Versión Musical de Jeff Wayne de La Guerra de los Mundos, doblando a Richard Burton. Además intervino en varias series de dibujos animados como Érase una vez..., La Abeja Maya, Sherlock Holmes, D'Artacán y los tres Mosqueperros, David, el gnomo, La vuelta al mundo de Willy Fog o Los Caballeros del Zodiaco donde interpretó a Mitsumasa Kido. Dobló en más de 1000 películas.

## Reconocimientos
Entre los premios que obtuvo a lo largo de su carrera figuran:
- Antena de Oro
- Premio Ondas en 1955[2] y 1963.[3]